# Andrea Dworkin
Andrea Rita Dworkin (Camden, Nueva Jersey; 26 de septiembre de 1946-Washington D. C., 9 de abril de 2005) fue una activista y escritora feminista radical estadounidense. Es especialmente conocida por su crítica a la pornografía. Escribió una docena de libros individuales: nueve de no ficción, dos novelas y una colección de cuentos. Otros tres volúmenes fueron coescritos o coeditados con la activista y profesora de derecho constitucional estadounidense Catharine A. MacKinnon.
Mantuvo diálogo con los conservadores políticos, y escribió un libro temático relacionado, Right-Wing Women. Después de sufrir violencia de género por parte de su primer marido, fue presentada a la literatura feminista radical y comenzó a escribir Woman Hating. Se mudó a Nueva York, se convirtió en activista en varios temas y escritora, y finalmente publicó 10 libros sobre feminismo.
Durante los últimos años de la década de 1970 y 1980, Dworkin se hizo conocida como una portavoz del movimiento feminista contra la pornografía y por sus escritos sobre pornografía y sexualidad, particularmente Pornography: Men Possessing Women (1981) e Intercourse (1987), que siguen siendo sus dos libros ampliamente conocidos. Escribió sobre pornografía desde una perspectiva feminista y en oposición a la ley de obscenidades, y trabajó con Women Against Pornography (Mujeres contra la pornografía) y Linda Boreman. Dworkin consideró que la industria de la pornografía se basa en convertir a las mujeres en objetos para el abuso de los hombres. Dworkin y Catharine MacKinnon desarrollaron un enfoque legislativo basado en los derechos civiles en lugar de la obscenidad para proscribir la pornografía y permitir pleitos contra pornógrafos por daños y perjuicios, pero sus esfuerzos no tuvieron éxito.
Su libro Intercourse, que aborda el papel de las relaciones sexuales en la sociedad, se ha interpretado como una oposición a todas las relaciones heterosexuales, pero Dworkin dijo que no y que lo que ella estaba en contra era la dominación masculina por el sexo. Escribió algunas obras de ficción y en sus últimos años, sufría de osteoartritis severa, que limitaba su movilidad. Ella murió de miocarditis aguda a la edad de 58 años.

## Biografía
Dworkin nació en Camden, Nueva Jersey, hija de Harry Dworkin y Sylvia Spiegel. Su padre era el nieto de un judío ruso que huyó de Rusia cuando tenía 15 años para escapar del servicio militar y su madre era hija de emigrantes judíos de Hungría. Tenía un hermano menor, Mark. Su padre era un maestro de escuela y un socialista dedicado, a quien atribuía haber inspirado su pasión por la justicia social. Su relación con su madre fue tensa, pero Dworkin luego escribió sobre cómo la creencia de su madre en el control legal de la natalidad y el aborto legal, "mucho antes de que éstas fueran creencias respetables", inspiró su activismo posterior.
Aunque describió su hogar judío como dominado en muchos sentidos por el recuerdo del Holocausto, no obstante tuvo una infancia feliz hasta que llegó a la edad de nueve años, cuando un hombre desconocido abusó de ella en una sala de cine. Cuando Dworkin tenía 10 años, su familia se mudó de la ciudad a los suburbios de Cherry Hill, Nueva Jersey (entonces conocida como Delaware Township), de la que luego escribió que "fue como ser secuestrada por extraterrestres y llevada a una colonia penal". En sexto grado, la administración de su nueva escuela la castigó por negarse a cantar "Noche de paz" (como judía, se opuso a que la obligaran a cantar canciones religiosas cristianas en la escuela). Ella dijo que "probablemente se habría convertido en rabino" si las mujeres tuvieran esa opción mientras estaba en la escuela secundaria y que "le hubiera gustado" ser una académica talmúdica.
Dworkin comenzó a escribir poesía y ficción en sexto grado. Alrededor de ese tiempo, no estaba decidida entre convertirse en abogada o escritora, por su interés en el aborto, y eligió escribir porque podía "hacerlo sola en una habitación" y "nadie podía detenerme". Durante la escuela secundaria, leyó con avidez, con el aliento de sus padres. Estuvo particularmente influenciada por Arthur Rimbaud, Charles Baudelaire, Henry Miller, Fyodor Dostoievski, Che Guevara y los poetas beat, especialmente Allen Ginsberg, y ha incluido entre los escritores que "admiraba más" a Jean Genet, Percy Bysshe Shelley y Lord Byron.

## Trayectoria

### Universidad y activismo temprano
En 1965, mientras estudiaba en el Bennington College, Dworkin fue arrestada durante una protesta contra la Guerra de Vietnam en la Misión de los Estados Unidos ante las Naciones Unidas y enviado a la Casa de Detención de Mujeres de Nueva York. Dworkin testificó que los doctores en la Casa de Detención le hicieron un examen interno que fue tan duro que sangró por días después. Ella habló en público y testificó ante un gran jurado sobre su experiencia, y la cobertura de los medios de su testimonio hizo noticia nacional e internacional. El gran jurado se negó a presentar una acusación formal en el caso, pero el testimonio de Dworkin contribuyó a la indignación pública por el maltrato de los reclusos. La prisión fue cerrada siete años después.
Poco después de testificar ante el gran jurado, Dworkin dejó Bennington en el trasatlántico Castel Felice para vivir en Grecia y continuar con su escritura. Viajó de París a Atenas en el Orient Express, y se fue a vivir y escribir en Creta. Mientras estaba en Creta, escribió una serie de poemas titulados (Vietnam) Variations, una colección de poemas y poesía en prosa que ella editó en la isla.
Después de vivir en Creta, Dworkin regresó a Bennington durante dos años, donde continuó estudiando literatura y participó en campañas contra el código de conducta estudiantil de la universidad, para anticoncepción en el campus, por la legalización del aborto y contra la Guerra de Vietnam. Se graduó con una licenciatura en literatura en 1968.

### Vida en los Países Bajos
Después de la graduación, se mudó a Ámsterdam para entrevistar a anarquistas holandeses en el movimiento contracultural Provo. Mientras estuvo allí, se involucró, y luego se casó, con uno de los anarquistas que conoció: Cornelius (Iwan) Dirk de Bruin. Poco después de casarse, dijo, de Bruin comenzó a abusar de ella severamente, golpeándola y pateándola, quemándola con cigarrillos, golpeándola en las piernas con una viga de madera y golpeando su cabeza contra el suelo hasta que la dejó inconsciente. Después de que ella dejó De Bruin a fines de 1971, dijo Dworkin, su exmarido la atacó, persiguió y acosó, golpeándola y amenazándola cada vez que encontraba dónde estaba escondida. Dworkin trabajó como prostituta durante un tiempo en este periodo. Regresó a los Estados Unidos en 1972. Antes de irse de Ámsterdam, Dworkin habló con la feminista Ricki Abrams sobre sus experiencias en los Países Bajos, el movimiento feminista emergente y el libro que habían comenzado a escribir juntas. Dworkin acordó completar el libro, que finalmente tituló Woman Hating, y publicarlo cuando llegara a los Estados Unidos.

### Regreso a Nueva York y contacto con el movimiento feminista
En Nueva York, Dworkin trabajó nuevamente como organizadora contra la guerra, participó en manifestaciones por los derechos de las lesbianas y contra el apartheid en Sudáfrica. La poeta feminista Muriel Rukeyser la contrató como asistente. Dworkin también se unió a un grupo de concienciación feminista, y pronto se involucró en el movimiento organizado de feminismo radical, centrándose en campañas contra la violencia contra las mujeres. Además de su escritura y activismo, Dworkin ganó notoriedad como oradora, principalmente para eventos organizados por grupos feministas locales. En 1977, Dworkin se convirtió en una asociada del Instituto de la Mujer para la Libertad de Prensa (WIFP).

### Vida posterior
En 1992, The New York Times Book Review publicó una larga carta suya en la que describía los orígenes de su profundo odio hacia la prostitución y la pornografía ("prostitución tecnificada producida en masa") ya que su historia fue violentamente inspeccionada por médicos de la prisión , y maltratada por su primer marido y muchos otros hombres.
Dworkin fue una fuerte opositora del presidente Bill Clinton durante el escándalo de Lewinsky. También expresó su apoyo a Paula Jones y Juanita Broaddrick.
Dworkin "fue demonizada no solo por pornógrafos, sino por muchos liberales, a los que mantenía casi en igual desprecio", y "mientras estaba irritada por feministas liberales como Naomi Wolf, aceptó que su punto de vista no era aceptable para todos". "Creo firmemente que cualquier movimiento necesita radicales y liberales", explicó. "Siempre necesitas mujeres que puedan entrar a la habitación de la manera correcta, hablar con el tono de voz adecuado y tener acceso al poder. Pero también necesitas una conclusión".
En 2000, publicó Scapegoat: The Jews, Israel and Women's Liberation, en el que comparaba la opresión de las mujeres con la persecución de los judíos, discutía la política sexual de la identidad judía y el antisemitismo, y pedía el establecimiento de una patria de mujeres como una respuesta a la opresión de las mujeres.
En 2002, Dworkin publicó su autobiografía, Heartbreak: The Political Memoir of a Feminist Militant. En una entrevista con Julie Bindel en 2004, dijo: "Pensé que había terminado, pero siento una nueva vitalidad. Quiero continuar ayudando a las mujeres". Publicó tres artículos más en The Guardian y comenzó a trabajar en un nuevo libro, Writing America: How Novelists Invennted and Gendered a Nation, sobre el papel de novelistas como Ernest Hemingway y William Faulkner en el desarrollo de la identidad política y cultural estadounidense, que quedó sin terminar cuando ella murió.

## Enfermedad y muerte
Durante sus últimos años, Dworkin sufrió una salud frágil, y reveló en su última columna para The Guardian que había estado debilitada y casi lisiada en los últimos años por una osteoartritis severa en las rodillas. Cuando un periodista de un periódico le preguntó cómo le gustaría ser recordada, dijo: "En un museo, cuando la supremacía masculina esté muerta, me gustaría que mi trabajo sea un artefacto antropológico de una sociedad extinta y primitiva". Murió mientras dormía la mañana del 9 de abril de 2005 en su casa de Washington D. C. a los 58 años, a causa de una miocarditis aguda.

## Activismo contra la pornografía
Dworkin fue oradora, escritora y activista del movimiento feminista antipornografía. En febrero de 1976, asumió un papel destacado en la organización de piquetes públicos de Snuff en la ciudad de Nueva York y, durante el otoño, se unió a Adrienne Rich, Grace Paley, Gloria Steinem, Shere Hite, Lois Gould, Barbara Deming, Karla Jay, Letty Cottin Pogrebin, Robin Morgan y Susan Brownmiller en los intentos de formar un grupo antipornografía feminista radical. Los miembros de este grupo fundarían Mujeres Contra la Pornografía en 1979, pero para entonces Dworkin había comenzado a distanciarse del grupo debido a las diferencias de enfoque. Habló en una marcha de Take Back the Night en noviembre de 1978, uniéndose a 3.000 mujeres en una marcha por el distrito rojo de San Francisco.
En 1981, Dworkin publicó Pornografía: hombres que poseen mujeres, que analiza la pornografía contemporánea e histórica como una industria de deshumanización misógina. Sostiene que la pornografía está implicada en la violencia contra las mujeres, tanto en su producción (a través del abuso de las mujeres que suelen protagonizarla), como en las consecuencias sociales de su consumo al alentar a los hombres a erotizar la dominación, la humillación y el abuso de las mujeres. Dworkin, quien se unió al Panel de Uso ' American Heritage Dictionary, también argumentó en Pornografía que esta denigración de las mujeres está incorporada en las normas lingüísticas.

### Libros de no ficción

#### Libros individuales
- 1974. Woman Hating: A Radical Look at Sexuality. Nueva York: Penguin Books. ISBN 978-0452268272.

- 1976. Our Blood: Prophecies and Discourses on Sexual Politics. Nueva York: Harper & Row. ISBN 978-0060111168.

- 1981. Pornography: Men Possessing Women. Londres: Women's Press. ISBN 978-0704338760.

- 1983. Right-Wing Women: The Politics of Domesticated Females. Londres: Women's Press. ISBN 978-0704339071.

- 1987. Intercourse. Nueva York: Free Press. ISBN 978-0029079706.

- 1989. Letters From a War Zone: Writings, 1976–1989. Nueva York: E. P. Dutton. ISBN 978-0525248248.

- 1997. Life and Death: Unapologetic Writings on the Continuing War Against Women. Londres: Virago. ISBN 978-1860493607.

- 2000. Scapegoat: The Jews, Israel, and Women's Liberation. Nueva York: Free Press. ISBN 978-0684836126.

- 2002. Heartbreak: The Political Memoir of a Feminist Militant. Nueva York: Basic Books. ISBN 978-0465017546.

#### Coescrito/coeditado con Catharine A. MacKinnon
- 1985. The Reasons Why: Essays on the New Civil Rights Law Recognizing Pornography as Sex Discrimination. Nueva York: Women Against Pornography. OCLC 15992953. Incluye:
  - Dworkin, Andrea. «Against the Male Flood: Censorship, Pornography, and Equality» (PDF). Harvard Journal of Law & Gender 8: 1-30.

- 1988. Pornography and Civil Rights: A New Day for Women's Equality. Mineápolis, Minesota: Organizing Against Pornography. ISBN 9780962184901.

- 1988. In Harm's Way: The Pornography Civil Rights Hearings. Boston: Harvard University Press. ISBN 9780674445796.

### Antologías
- 2019. Fateman, Joanna; Scholder, Amy (eds.). Last Days at Hot Slit: The Radical Feminism of Andrea Dworkin. Cambridge: The MIT Press. ISBN 9781635900804.

### Capítulos en antologías
- 1995. Dworkin, Andrea. «Pornography Happens to Women».  En Lederer, Laura; Delgado, Richard, eds. The Price We Pay: The Case Against Racist Speech, Hate Propaganda, and Pornography. Nueva York: Hill and Wang. ISBN 978-0809015771.

- 1996. ——— (1996). «Dworkin on Dworkin».  En Bell, Diane; Klein, Renate, eds. Radically Speaking: Feminism Reclaimed. Melbourne del Norte, Victoria: Spinifex. pp. 203-217. ISBN 1-875559-38-8.

- 1996. ———. «Biological Superiority: The World's Most Dangerous and Deadly Idea».  En Jackson, Stevi; Scott, Sue, eds. Feminism and Sexuality: A Reader. Nueva York: Columbia University Press. pp. 57-61. ISBN 978-0231107082.

- 1996. ———. «Pornography».  En Jackson, Stevi; Scott, Sue, eds. Feminism and Sexuality: A Reader. Nueva York: Columbia University Press. pp. 297-299. ISBN 978-0231107082.

- 2003. ———. «Landscape of the Ordinary: Violence Against Women».  En Morgan, Robin, ed. Sisterhood is Forever: The Women's Anthology for a New Millennium. Nueva York: Washington Square Press. pp. 58-69. ISBN 978-0743466271.

### Ficción
- 1980. The New Woman's Broken Heart: Short Stories. East Palo Alto, California: Frog in the Well. ISBN 978-0960362806.

- 1986. Ice and Fire: A Novel. Londres: Secker & Warburg. ISBN 978-0436139604.

- 1991. Mercy. Nueva York: Four Walls Eight Windows. ISBN 978-0941423694.

### Poesía
- 1966. Child. Heraklion. OCLC 4708955.

- 1967. Morning Hair. Filadelfia: Philadelphia College of Art. OCLC 9290267.

### Artículos
- 1977. «Marx and Gandhi Were Liberals: Feminism and the "Radical" Left». East Palo Alto, California: Frog in the Well. OCLC 6189987.

- 1978. «Why So-Called Radical Men Love and Need Pornography». East Palo Alto, California: Frog in the Well. OCLC 8309555.

- 1985. «Against the Male Flood: Censorship, Pornography, and Equality». Harvard Journal of Law & Gender. 8: 1-30.

- 1986. «Pornography is a Civil Rights Issue for Women». Mineápolis, Minesota: Organizing Against Pornography. OCLC 18843030.

- 1989. «The ACLU: Bait and Switch». Yale Journal of Law and Feminism. 1(1): 37-40.